# Infanterieblock
Unter einem Infanterieblock versteht man einen Kampfblock eines Artillerie- oder Infanteriewerks, der zur Abwehr von Infanterie im Nahkampf vorgesehen ist. Es kann sich dabei um Infanteriekasematten oder Infanteriebunker handeln. Infanteriekasematten verfügen über Mauerscharten für schwere Maschinengewehre und Panzerabwehrgeschütze, die grundsätzlich flankierend wirken. Sie besitzen zusätzlich noch Panzerkuppeln für leichte Maschinengewehre für die frontale Abwehr. Infanteriebunker sind vollkommen in der Erde versenkt. Lediglich ein versenkbarer Panzerdrehturm mit einem schweren Zwillingsmaschinengewehr und eventuell noch eine, selten zwei MG-Panzerkuppeln sind von außen sichtbar. In seltenen Fällen gibt es zusätzlich noch eine Panzerglocke für ein schweres Zwillingsmaschinengewehr.

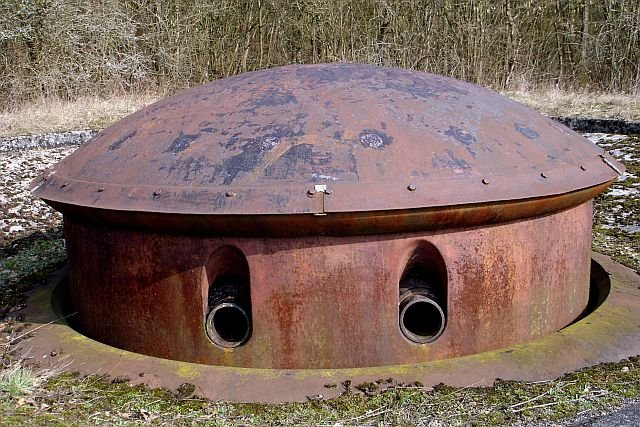
Oberes Ende eines versenkbaren Panzerdrehturmes an der Maginot-Linie

Gesicherter Eingang im Artilleriewerk Metrich zu einem Infanterieblock

## Bewaffnung
37-mm-Panzerabwehrkanone Modell 1934
47-mm-Panzerabwehrkanone Modell 1934
7,5-mm-Zwillingsmaschinengewehr Reibel Modell 1931
leichtes 7,5-mm-Maschinengewehr Modell 1924/1929
50-mm-Granatwerfer Modell 1935 (eingesetzt in MG-Panzerkuppeln)
Handgranatwerfer (Rohre zum Auswerfen von Handgranaten durch die Bunkerwand)
arme mixte, Kombinationswaffe aus einer 25-mm-Pak und einem Reibel-Zwillings-MG (nur in der „nouveau front“, einer späteren Bauphase im Nordwesten der Maginot-Linie).